# Andrei Vedérnikov
Andrei Vedérnikov   (Ijevsk, 1 d'octubre de 1959 - Ijevsk, 29 de febrer de 2020) va ser un ciclista rus que va passar la major part de la seva carrera representant la Unió Soviètica.

## Palmarès
- 1980
  - 1r a la Transpeninsular i vencedor de 4 etapes
  - Vencedor de 2 etapes a la Volta a Iugoslàvia
- 1981
  -  Campió del món en ruta amateur
  - 1r a la Volta a Eslovàquia
  - Vencedor de 3 etapes a la Volta a Cuba
  - Vencedor d'una etapa a la Milk Race
  - Vencedor d'una etapa al Tour de l'Avenir
  - Vencedor d'una etapa a la Volta a Sotxi
- 1982
  - Vencedor de 2 etapes al Girobio
- 1990
  - Vencedor d'una etapa a la Ronda de l'Isard d'Arieja

### Resultats a la Volta a Espanya
- 1985. Abandona
- 1986. 60è de la classificació general